# Acmocera
Acmocera es un género de escarabajos longicornios.

## Especies
- Acmocera compressa (Fabricius, 1801)
- Acmocera conjux Thomson, 1858
- Acmocera flavoguttata Breuning, 1935
- Acmocera inermis Thomson, 1858
- Acmocera insularis Breuning, 1940
- Acmocera joveri Lepesme & Breuning, 1952
- Acmocera lutosa Jordan, 1903
- Acmocera olympiana Thomson, 1858